# Пайк (округ, Огайо)
Шаблон:StateAbbr_ 39°05′ пн. ш. 83°04′ зх. д. / 39.08° пн. ш. 83.07° зх. д.
Округ  Пайк (англ. Pike County) — округ (графство) у штаті  Огайо, США. Ідентифікатор округу 39131.

## Історія
Округ утворений 1815 року.

## Демографія
За даними перепису 
2000 року 
загальне населення округу становило 27695 осіб, зокрема міського населення було 5267, а сільського — 22428.
Серед мешканців округу чоловіків було 13525, а жінок — 14170. В окрузі було 10444 домогосподарства, 7667 родин, які мешкали в 11602 будинках.
Середній розмір родини становив 3,04.
Віковий розподіл населення поданий у таблиці:
| Стать    | До 15 років | 15-21 | 22-29 | 30-39 | 40-49 | 50-65 | 65-85 | Понад 85 |
| -------- | ----------- | ----- | ----- | ----- | ----- | ----- | ----- | -------- |
| Чоловіки | 3165        | 1358  | 1392  | 1999  | 2016  | 2013  | 1456  | 126      |
| Жінки    | 3038        | 1395  | 1461  | 2049  | 1911  | 2142  | 1833  | 341      |

## Суміжні округи
- Росс — північ
- Джексон — схід
- Сайото — південь
- Адамс — південний захід
- Гайленд — захід

## Виноски
1. ↑  U.S. Decennial Census. United States Census Bureau. Архів оригіналу за 26 квітня 2015. Процитовано 10 лютого 2015.
2. ↑  Historical Census Browser. University of Virginia Library. Архів оригіналу за 11 серпня 2012. Процитовано 10 лютого 2015.
3. ↑  Forstall, Richard L., ред. (27 березня 1995). Population of Counties by Decennial Census: 1900 to 1990. United States Census Bureau. Архів оригіналу за 14 лютого 2015. Процитовано 10 лютого 2015.
4. ↑  Census 2000 PHC-T-4. Ranking Tables for Counties: 1990 and 2000 (PDF). United States Census Bureau. 2 квітня 2001. Архів оригіналу (PDF) за 18 грудня 2014. Процитовано 10 лютого 2015.
5. ↑  State & County QuickFacts. United States Census Bureau. Архів оригіналу за 6 червня 2011. Процитовано 10 лютого 2015.(англ.) Наведено за англійською вікіпедією.
6. ↑  American FactFinder. Бюро перепису населення США. Архів оригіналу за 26 лютого 2012. Процитовано 31 січня 2008.

| США | Це незавершена стаття з географії США. Ви можете допомогти проєкту, виправивши або дописавши її. |